# Ohananomia malayana
Ohananomia malayana is een keversoort uit de familie waaierkevers (Rhipiphoridae). De wetenschappelijke naam van de soort is voor het eerst geldig gepubliceerd in 1986 door Toyama.